# Klaus Vollmer (Theologe)
Klaus Vollmer (* 30. Dezember 1930 in Berlin; † 4. Juni 2011 in Uelzen) war ein deutscher Autor und evangelisch-lutherischer Theologe. Er arbeitete als Pastor und Evangelist in der Evangelisch-Lutherischen Kirche Hannovers. Seit 2022 wird der Klaus Vollmer vorgeworfene sexualisierte Machtmissbrauch thematisiert und untersucht.

## Leben
Vollmer war gelernter Maschinenschlosser und wollte ursprünglich Ingenieur werden. Auf einer Veranstaltung des CVJM hörte er 1948 einen Vortrag von Johannes Busch. Er entschloss sich danach, Evangelist zu werden. 1952 bis 1955 erhielt er seine theologische Ausbildung an der Evangelistenschule Johanneum in Wuppertal. Von Olav Hanssen, dem damaligen theologischen Leiter des Johanneums, wurde sein Denken nachhaltig geprägt. Auf dessen Empfehlung hin kam er ab 1955 als Mitarbeiter an die Evangelische Akademie Loccum. 1958 wurde er Mitarbeiter des Amtes für Missionarische Dienste der Evangelisch-lutherischen Landeskirche Hannovers und wirkte danach als Evangelist im Reisedienst in Veranstaltungen der Kirchengemeinden und der landeskirchlichen Zeltmission. Durch seine Ordination am 1. Juli 1962 wurde er Pastor der Evangelisch-Lutherischen Kirche Hannovers.
Landesbischof Hanns Lilje vertrat die Auffassung, dass Volksmission und Kirchenmission unlösbar zusammengehören und versetzte Klaus Vollmer 1968 im Rahmen seiner Tätigkeit für die Volksmission als Pfarrvikar nach Hermannsburg. Anschließend war sein Arbeitsgebiet nicht nur auf die Evangelisch-lutherische Landeskirche Hannovers beschränkt. Sein Reisedienst brachte ihn auch ins Ausland. Er arbeitete vom 1. September 1972 bis zu seinem Eintritt in den Ruhestand am 30. Dezember 1995 in der Volksmission, den späteren Missionarischen Diensten im Amt für Gemeindedienst der Evangelisch-lutherischen Landeskirche Hannovers (heute Service Agentur). Nach der Wende von 1989 war er auch in den neuen Bundesländern und in Russland tätig. 
Als Evangelist beteiligte er sich an Evangelisationen und Glaubenskonferenzen in Deutschland und in den Jahren 1974 bis 2004 in Südafrika. Neben der evangelistischen Arbeit hatte Vollmer das Ziel, ehrenamtliche und hauptamtliche Mitarbeitende für die Kirche zu gewinnen. Ab 1972 wirkte er in der Gruppe 153 – Ev.-luth. Missiondienst e.V. mit, die sich als Impulsbewegung für Mitarbeitende in den Gemeinden verstand. Aus Anfängen in der Studentenarbeit im Jahr 1968 gründete er 1977 die evangelische Bruderschaft Kleine Brüder vom Kreuz (heute: Evangelische Geschwisterschaft) mit Sitz in Hermannsburg und einem seit 1978 betriebenen Zentrum auf Hof Beutzen, wo Vollmer auch langjährig wohnte.
Vollmer unternahm Vortragsreisen nach Asien, Osteuropa, Südamerika und Südafrika. Einige Ansprachen wurden auf Schallplatten veröffentlicht. Seine Bücher behandeln Themen der Glaubensvermittlung.
Er war 51 Jahre lang mit Kristin Vollmer verheiratet und hatte drei Kinder und fünf Enkel.

## Zeitgenössische Beurteilung
Der Theologe Burghard Krause beurteilte Vollmer 2011 folgendermaßen: „Klaus Vollmer hatte ein selten gewordenes Charisma: das Charisma des Evangelisten. Nachweislich haben viele Menschen durch seine Verkündigung zum Glauben gefunden. Er war ein leidenschaftlicher Prediger und hatte die beeindruckende Fähigkeit, biblische Erzählungen narrativ so zu vergegenwärtigen, dass die Hörer sich in den Geschichten unmittelbar wiederfanden. Als Referent bei Mitarbeiterschulungen im In- und Ausland verstand er es, vom Glauben an Jesus Christus her eine tragfähige Lebens- und Weltdeutung anzubieten. Als Mensch war er sehr versöhnend.“
Der Theologe Hans Christian Brandy sagte 2011: „Pastor Klaus Vollmer verband klare lutherische Frömmigkeit mit einer großen Weite des Denkens. In der Mitte seiner Verkündigung standen das Geheimnis der Person Jesu Christi und eine an Martin Luther orientierte Theologie des Kreuzes. Er hatte eine besondere Gabe, junge Menschen zu gewinnen, sie intellektuell herauszufordern und im Glauben voranzubringen. Viele, die ihn gehört haben, entschieden sich für einen Dienst in der Kirche. Für wichtige Impulse sind ihm viele Menschen in der Kirche dankbar. Ich persönlich bin es auch.“ Nach Bekanntwerden von Missbrauchsvorwürfen gegen Vollmer sagte Brandy, dass er so etwas heute nicht mehr schreiben würde.

## Spätere Missbrauchsvorwürfe
Vorwürfe wegen sexualisierten Machtmissbrauch durch Vollmer wurden einer breiteren Öffentlichkeit im Jahr 2022 bekannt. Er soll junge Männer sexuell bedrängt haben, was von der Anfangszeit der 1977 von Vollmer gegründeten evangelischen Bruderschaft Kleine Brüder vom Kreuz bis zu Beginn der 1990er Jahre erfolgt sei. Die Vereinigung Evangelische Geschwisterschaft als Nachfolgeorganisation der Bruderschaft hatte 2019 nach dem Bekanntwerden von früheren sexuellen Beziehungen und sexuellen Übergriffen eine eigene Aufarbeitungskommission beauftragt. In der 2022 vorgelegten Studie der Kommission äußerte der als externer Gutachter beigezogene Hamburger Therapeut und Theologe Christian Braune: „Klaus Vollmer hat es in den Jahren seiner Tätigkeit in der Evangelisch-lutherischen Kirche verstanden, bewusst, zielgerichtet und konsequent Bedingungen zu schaffen, die es ihm erlaubten, missbräuchliche grenzverletzende sexuelle Beziehungen zu jungen Männern aufzunehmen.“ In der Studie kommt Braune zu der Einschätzung, die mangelnde Personalaufsicht der Evangelisch-lutherischen Landeskirche Hannovers habe den Missbrauch mitermöglicht. Das Landeskirchenamt Hannover leitete in diesem Zusammenhang disziplinarische Vorermittlungen ein, weil die Landeskirche Informationen zu einem möglichen sexuellen Missbrauch an einem damals Minderjährigen durch den Pastor unvollständig und falsch an die 2019 eingesetzte interne Aufarbeitungskommission der Geschwisterschaft weitergegeben haben soll.
Zur Aufklärung der Vorwürfe hielt die Landeskirche einen ergänzenden Aufarbeitungsprozess durch externe Fachleute für erforderlich und setzte im Jahr 2022 eine unabhängige Aufarbeitungskommission ein. Diese legte 2025 ihren Abschlussbericht mit dem Titel „Bericht der unabhängigen Aufarbeitungskommission im Auftrag der Ev.-luth. Landeskirche Hannovers“ vor. Darin werden die Vorwürfe bestätigt. Vollmer habe in mindestens 11 Fällen seine Stellung als Seelsorger und seine Autorität als geistlicher Leiter dazu benutzt, um sexuelle Kontakte gegenüber Mitgliedern der von ihm gegründeten Bruderschaft und anderen männlichen Personen in seinem beruflichen Umfeld herzustellen und zu unterhalten. Dabei waren in mindestens zwei Fällen die betroffenen Personen zur Tatzeit minderjährig, und mindestens gegenüber einem Minderjährigen habe sich Klaus Vollmer in fünf Fällen strafbar gemacht. Disziplinarrechtlich gewürdigt habe er seit den 1970er Jahren schwere Amtspflichtverletzungen gegenüber Menschen begangen, die sich ihm als Pastor in der Seelsorge anvertraut hatten. Auch habe er Lebensführungspflichten in seiner Ehe und Familie verletzt. Der Kirche wirft der Abschlussbericht der Aufarbeitungskommission vor, die Aufarbeitung zu zögerlich begonnen zu haben.